# Ludwig Wijnants
Pour les articles homonymes, voir Wynants.
Ludwig Wijnants, né le 4 juillet 1956 à Veerle, est un coureur cycliste belge.

## Biographie
Professionnel de 1978 à 1992, il a notamment remporté une étape du Tour de France 1985. Son frère Jan a également été coureur professionnel.

## Palmarès

### Palmarès amateur
- 1976
  - 2e de Gand-Wervik
- 1977
  - 2e de l' Omloop der Vlaamse Gewesten
  - 2e du Tour des Flandres amateurs
  - 3e de Seraing-Aix-Seraing

### Palmarès professionnel
- 1979
  - Harelbeke-Poperinge-Harelbeke
- 1980
  - 2eb étape du Tour d'Indre-et-Loire
  - 8e du Grand Prix du Midi Libre
- 1981
  - Tour du Limbourg
  - Grand Prix Frans Verbeeck
- 1982
  - Circuit de la vallée de la Lys
  - 3e du Grand Prix Jef Scherens
- 1984
  - 11e étape du Tour de l'Avenir
  - 2e du Samyn
  - 3e du Grand Prix de l'Escaut
- 1985
  - 7e étape du Tour de France
- 1987
  - 7e du Grand Prix de Francfort

## Résultats sur les grands tours

### Tour de France
5 participations
- 1980 : 68e
- 1982 : 75e
- 1983 : 48e
- 1985 : 63e, vainqueur de la 7e étape
- 1988 : hors-délai à la 12e étape

### Tour d'Italie
1 participation
- 1987 : 90e

### Tour d'Espagne
2 participations
- 1983 : abandon (6e étape)
- 1988 : abandon